# Ogovea
Ogovea (лат.) — род паукообразных из подотряда Cyphophthalmi отряда сенокосцев, единственный в семействе Ogoveidae. Включает 3 вида.

## Распространение
Экваториальная Западная Африка.

## Описание
Мелкие сенокосцы без глаз, похожие на клещей. Имеют длину тела от 3 до 5 мм. Темно-красновато-коричневого цвета. Имеют опистосомальные экзокринные железы, расположенные на стернуме, и обладают анальный склерит (образованный от слияния стернитов 8 и 9 и тергита 9), а также выступающих в боковом направлении озофоров. На первой паре лапок развита подошва (видоизмененная область с высокой концентрацией сенсорных щетинок).

## Классификация
В род включают 3 вида:
- Ogovea cameroonensis Giribet & Prieto, 2003
- Ogovea grossa Hansen & William Sørensen, 1904
- Ogovea nasuta Hansen, 1921